# Su Majestad Cristianísima

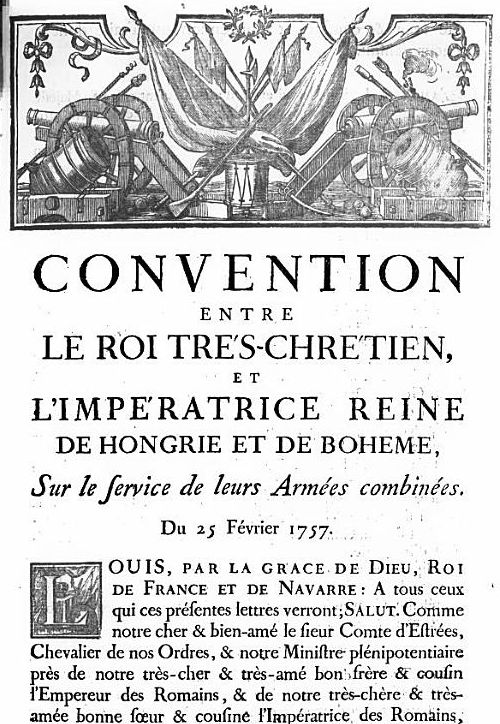
Página de título de un documento de alianza franco-austriaca de 1757: en los documentos oficiales el monarca francés era mencionado principalmente como el “Rey Más Cristiano”.

Su Majestad Cristianísima, Rex Christianissimus o Roi Très-chrétien (en latín y francés respectivamente -Sa Majesté Très Chrétienne, con abreviatura S. M. T. C.-), era el apelativo o tratamiento protocolario reservado al rey de Francia, utilizado como título de soberanía, al igual que otros similares en  otras monarquías cristianas (Su Majestad Apostólica -Hungría-, Su Majestad Católica -España-, Defensor Fidei -Inglaterra-, Su Majestad Ortodoxa -Polonia-, Su Majestad Fidelísima -Portugal-, etc.) Con ello se legitimaba espiritualmente (cosa que también se hacía con otras ceremonias vinculadas a su coronación -toque real-). El título se usaba tanto en diplomacia como en el lenguaje común.
La particular relación de los francos con el papado desde los merovingios y los carolingios atribuyó a Francia la consideración de "hija mayor de la Iglesia" (Fils aîné de l'Église). Desde Clodoveo I los reyes francos eran reconocidos por Roma como protectores de sus intereses, lo que se procuraba remarcar con denominaciones encomiásticas de su piedad. El tratamiento concreto de "Rey Cristianísimo" pasó a ser utilizado regularmente durante el reinado de Carlos VI de Francia, aunque con anterioridad había sido empleado con otros reyes, tanto de Francia como de otros reinos. En 1422, al heredar el trono su hijo Carlos VII de Francia, se estableció la costumbre de considerar tal título como hereditario y exclusivo de los reyes de Francia. El papa Julio II, que se alió entre 1510 y 1513 con Enrique VIII de Inglaterra contra Luis XII de Francia, llegó a considerar transferir este título al monarca inglés, e incluso se elaboró un decreto papal para ese efecto que, no obstante, nunca llegó a ser publicado.
En el siglo XIX, con la división de los monárquicos franceses en distintas tendencias, cada uno de los pretendientes al trono se distinguía por el título protocolario con el que se presentaba, siendo únicamente los legitimistas los que reivindicaban el de "cristianísimo" (Très haut, très puissant et très excellent prince X, par la grâce de Dieu roi de France et de Navarre, roi très-chrétien), mientras que los orleanistas y los bonapartistas procuraban legitimarse tanto en Dios como en la Constitución (par la grâce de Dieu et par la loi constitutionnelle de l'État, roi des français, o bien par la grâce de Dieu et les constitutions de la République, empereur des français).